# Abony vasútállomás
Abony vasútállomás a Pest vármegyei Abony vasútállomása, a MÁV üzemeltetésében. Közúti elérését a 4612-es és 4616-os utakat összekötő 46 315-ös út teszi lehetővé.

## Áthaladó vasútvonalak
- Budapest–Záhony-vasútvonal (100a)

## Megközelítése tömegközlekedéssel
- Helyközi busz:  535

## Forgalom
| Járat                           | Útvonal | Gyakoriság                                   |
| ------------------------------- | --- | -------------------------------------------- |
| S50                             | Budapest-Nyugati – Zugló – Kőbánya alsó – Kőbánya-Kispest – Pestszentlőrinc – Szemeretelep – Ferihegy – Vecsés – Vecsés-Kertekalja – Üllő – Hosszúberek-Péteri – Monor (– Monorierdő – Pilis – Albertirsa – Ceglédbercel – Ceglédbercel-Cserő – Budai út – Cegléd – Abony – Szolnok) | Napi 4 pár                                   |
| G50                             | Szolnok → Abony → Cegléd → Albertirsa → Pilis → Monorierdő → Monor → Kőbánya-Kispest → Kőbánya alsó → Zugló → Budapest-Nyugati | Munkanapokon hajnalban 2 Budapest felé       |
| Z50                             | Budapest-Nyugati – Zugló – Kőbánya alsó – Kőbánya-Kispest – Ferihegy – Monor – Monorierdő – Pilis – Albertirsa – Ceglédbercel – Ceglédbercel-Cserő – Budai út – Cegléd (– Abony – Szolnok) | Napi 2 Szolnok felé és napi 4 Budapest felé  |
| S225                            | Szolnok – Abony – Cegléd – Nagykőrös – Kecskemét | Munkanapokon napi 5-6 pár                    |
| személyvonat                    | Budapest-Nyugati → Zugló → Kőbánya alsó → Kőbánya-Kispest → Pestszentlőrinc → Szemeretelep → Ferihegy → Vecsés → Vecsés-Kertekalja → Üllő → Hosszúberek-Péteri → Monor → Monorierdő → Pilis → Albertirsa → Ceglédbercel → Ceglédbercel-Cserő → Budai út → Cegléd → Abony → Szolnok → Szajol → Törökszentmiklós → Fegyvernek-Örményes → Kisújszállás → Karcag → Püspökladány → Kaba → Hajdúszoboszló → Ebes → Debrecen | Napi 1 Debrecen felé                         |
| személyvonat                    | Cegléd → Abony → Szolnok → Szajol → Törökszentmiklós → Fegyvernek-Örményes → Kisújszállás → Karcag → Püspökladány → Kaba → Hajdúszoboszló → Ebes → Debrecen → Debrecen-Csapókert → Apafa → Bocskaikert → Hajdúhadház → Téglás → Újfehértó → Nyíregyháza → Sóstó → Sóstóhegy → Kemecse → Nyírbogdány → Kék → Demecser → Gégény → Pátroha → Ajak → Kisvárda → Kisvárda-Hármasút → Fényeslitke → Komoró → Tuzsér → Tiszabezdéd → Záhony | Munkanapokon 2 Záhony felé                   |
| személyvonat                    | Cegléd – Abony – Szolnok – Szajol – Törökszentmiklós – Fegyvernek-Örményes – Kisújszállás – Karcag – Püspökladány – Kaba – Hajdúszoboszló – Ebes – Debrecen – Debrecen-Csapókert – Apafa – Bocskaikert – Hajdúhadház – Téglás – Újfehértó – Nyíregyháza | Napi 4-6 pár                                 |
| Cívis InterRégió                | Budapest-Nyugati – Zugló – Kőbánya-Kispest – Ferihegy – Cegléd – Abony – Szolnok – Szajol – Törökszentmiklós – Fegyvernek-Örményes – Kisújszállás – Karcag – Püspökladány – Kaba – Hajdúszoboszló – Ebes – Debrecen (– Debrecen-Csapókert – Apafa – Bocskaikert – Hajdúhadház – Téglás – Újfehértó – Nyíregyháza – Sóstó – Sóstóhegy – Kemecse – Nyírbogdány – Kék – Demecser – Gégény – Pátroha – Ajak – Kisvárda – Kisvárda-Hármasút – Fényeslitke – Komoró – Tuzsér – Tiszabezdéd – Záhony) | óránként                                     |
| Cívis InterRégió                | Budapest-Nyugati – Zugló – Kőbánya-Kispest – Ferihegy (← Üllő) – (Monor →) (← Monorierdő) – (Pilis → Albertirsa →) Cegléd – Abony – Szolnok – Szajol – Törökszentmiklós – Fegyvernek-Örményes – Kisújszállás – Karcag – Püspökladány – Kaba – Hajdúszoboszló – Ebes – Debrecen | Napi 1 Debrecen felé és napi 2 Budapest felé |
| Szabolcsi Tekergő expresszvonat | Záhony – Tiszabezdéd – Tuzsér – Komoró – Fényeslitke – Kisvárda-Hármasút – Kisvárda – Ajak – Pátroha – Gégény – Demecser – Kék – Nyírbogdány – Kemecse – Sóstóhegy – Sóstó – Nyíregyháza – Újfehértó – Téglás – Hajdúhadház – Bocskaikert – Debrecen-Csapókert – Debrecen – Ebes – Hajdúszoboszló – Kaba – Püspökladány – Karcag – Kisújszállás – Fegyvernek-Örményes – Törökszentmiklós – Szajol – Szolnok – Abony – Cegléd – Ferihegy – Kőbánya-Kispest – Budapest-Kelenföld – Velence – Székesfehérvár – Balatonakarattya – Balatonkenese – Balatonfűzfő – Balatonalmádi – Alsóörs – Balatonfüred – Balatonakali-Dörgicse – Zánka-Erzsébettábor                                           | Nyáron napi 1 pár                            |
| Aranypart expresszvonat         | Záhony – Tiszabezdéd – Tuzsér – Komoró – Fényeslitke – Kisvárda-Hármasút – Kisvárda – Ajak – Pátroha – Gégény – Demecser – Kék – Nyírbogdány – Kemecse – Sóstóhegy – Sóstó – Nyíregyháza – Újfehértó (← Debrecen-Csapókert) – Debrecen (← Ebes) – Hajdúszoboszló (← Kaba) – Püspökladány – Karcag – Kisújszállás (← Fegyvernek-Örményes) – Törökszentmiklós (← Szajol) – Szolnok – Abony – Cegléd – Ferihegy – Kőbánya-Kispest – Budapest-Kelenföld – Velence – Székesfehérvár – Balatonaliga – Szabadisóstó – Szabadifürdő – Siófok – Balatonszéplak felső – Balatonszéplak alsó – Zamárdi – Szántód – Balatonföldvár – Balatonszemes – Balatonlelle – Balatonboglár – Fonyódliget – Fonyód | Nyáron napi 1 pár                            |
| Tokaj InterCity                 | Budapest-Keleti – Hatvan – Füzesabony – Miskolc-Tiszai – Szerencs – Tokaj – Nyíregyháza – Debrecen (← Ebes ← Hajdúszoboszló ← Kaba ← Püspökladány ← Karcag ← Kisújszállás ← Fegyvernek-Örményes ← Törökszentmiklós ← Szajol ← Szolnok) | Napi 1 pár                                   |